# Роуч, Аким
Аким Гарнет Роуч (англ. Akeem Garnet Roach; род. 9 декабря 1995 года, Тринидад и Тобаго) — тринидадский футболист, нападающий. Выступал за сборную Тринидада и Тобаго. 

## Клубная карьера
Нападающий начинал играть в футбол в тринидадском клубе «Дефенс Форс». Отыграв за него два года, форвард перебрался в более скромный «Клаб Сандо». Ему удалось в нем неплохо зарекомендовать себя. В 2017 году Роуч покинул родину и перебрался в Гондурас. Там он заключил контракт с командой «Вида». После ухода из клуба долгое время оставался без команды, пока не перешел в мальтийскую «Моста». В первом матче за коллектив Роуч отметился дублем в ворота «Гзиры Юнайтед» и помог ей сыграть вничью со счетом 3:3..

## Карьера в сборной
За сборную Тринидада и Тобаго Аким Роуч дебютировал 27 декабря 2016 года в товарищеском матче против сборной Никарагуа. Свой первый гол за национальную команду он провел 29 апреля 2017 года в другой товарищеской игре против Гренады, который завершился со счётом 2:2.

## Достижения
Командные
«Дефенс Форс»
- Обладатель Trinidad and Tobago Pro Bowl: 2016

Индивидуальные
- Лучший бомбардир Чемпионата Тринидада и Тобаго: 2016/17 (11 мячей)